# Evgeniy Najer
Evgeniy Najer (tiếng Nga: Евгений Наер; sinh 22 tháng 6 năm 1977 tại Moskva) là một đại kiện tướng cờ vua người Nga và vô địch châu Âu năm 2015. Anh cũng là một trong những huấn luyện viên của đội tuyển nữ Nga.
Anh vô địch giải Moskva vào các năm 1998 và 2003. Năm 2002 anh đồng vô địch tại Giải cờ vua Mỹ Mở rộng với Gennadi Zaichik.
Najer vô địch Giải cờ vua Cappelle-la-Grande mở rộng năm 2004 sau khi có hệ số phụ hơn Kaido Külaots, Artyom Timofeev, Zoltan Gyimesi, Sergey Grigoriants và Oleg Korneev. Cùng năm anh đồng hạng nhất với Michael Roiz và Leonid Gofshtein tại Festival cờ vua Ashdod. Năm 2007 anh lần thứ ba vô địch Giải cờ vua Moskva nhờ hơn Vasily Yemelin hệ số phụ.
Najer vô địch liên tiếp giải World Open ở Philadelphia hai năm 2008 và 2009.
Anh là một trong số các trợ tá của Gata Kamsky trong trận chọn nhà thách đấu ngôi vua cờ với Veselin Topalov vào năm 2009.
Tháng 7 năm 2009, Najer vô địch giải cờ nhanh đấu vòng tròn, có sự tham dự của Boris Gelfand và Judit Polgar, tại Festival cờ vua Richard Riordan tại Đại hội thể thao Maccabi 2009. Ngay sau đó, anh đồng vô địch với Robert Fontaine tại giải đấu Paleochora mở rộng diễn ra cùng tháng. Năm 2010, anh đồng hạng 2–5 với Michael Adams, Victor Mikhalevski và Jiří Štoček tại Giải Chicago mở rộng lần thứ 14.
Năm 2015 anh vô địch châu Âu tại Jerusalem với 8½/11 điểm. Najer vô địch 2016 Giải cờ vua Aeroflot mở rộng 2016, hơn Boris Gelfand hệ số phụ, sau khi cả hai cùng đạt 6½/9 điểm. Chức vô địch này đã giúp anh có quyền tham dự Giải cờ vua Dortmund 2016.
Với những thành tích tốt tại giải vô địch châu lục, Najer từng 5 lần tham dự các Cúp cờ vua thế giới. Tuy nhiên thành tích cao nhất của anh chỉ là vào đến vòng 3 năm 2005.